# Udmat
Udmat este o localitate din comuna Laško, Slovenia, cu o populație de 44 de locuitori.